# Methesis
Methesis es un género de arañas araneomorfas de la familia Corinnidae. Se encuentra en Sudamérica y Australia.

## Lista de especies
Según The World Spider Catalog 12.0:
- Methesis bimaculata Simon, 1896
- Methesis brevitarsa Caporiacco, 1954
- Methesis semirufa Simon, 1896